# In I Father's House
In I Father's House è un album di Bunny Wailer, pubblicato dalla Solomonic Records nel 1979. Il disco fu registrato all'Harry J's Studio di Kingston, Giamaica.

## Tracce
Lato A
1. Roots Raddics – 4:02 (Bunny Wailer)
2. Rock in Time – 3:42 (Bunny Wailer)
3. Rockers – 4:54 (Bunny Wailer)

Lato B
1. Wirly Girly – 4:17 (Bunny Wailer)
2. Let Him Go – 5:36 (Bunny Wailer)
3. Love Fire – 5:40 (Bunny Wailer)

## Musicisti
- Bunny Wailer - voce, percussioni (talking drum, repeating drum), accompagnamento vocale
- Earl Chinna Smith - chitarra
- Douglas Bryan - chitarra
- Ernest Ranglin - chitarra
- Bobby Kalphat - tastiere
- Gladstone Anderson - tastiere
- Earl Wire Lindo - tastiere
- Keith Sterling - tastiere
- Tommy McCook - strumenti a fiato
- Bobby Ellis - strumenti a fiato
- Headley Bennet - strumenti a fiato
- Dean Fraser - strumenti a fiato
- Roland Nambo Robinson - strumenti a fiato
- Robbie Shakespeare - basso
- Errol Carter - basso
- Leroy Horsemouth Wallace - batteria
- Eric Clarke - batteria
- Uziah Sticky Thompson - percussioni